# 丁沂
丁沂（1473年—？），字宗魯，后改字鲁南，号石亭，應天府溧水縣人，軍籍，明朝政治人物。

## 生平
弘治十四年（1501年）辛酉科應天府鄉試第八名舉人。弘治十五年（1502年）聯捷壬戌科會試第三十一名，二甲第九十一名進士。历官南京刑部署郎中，正德九年（1514年）二月升湖广按察司佥事，十三年正月升浙江副使。嘉靖元年（1522年）六月升广东布政司左参政，二年四月升江西按察使，四年四月升福建右布政使，轉湖广左布政使，六年九月升都察院右副都御史、巡抚四川等处地方，七年四月以病乞回籍调理。

## 家族
曾祖丁恕；祖父丁庸；父丁羲，母端氏。重庆下。